# Šumski kopitnjak
Šumski kopitnjak, lat. Asarum europaeum, biljka je iz porodice Aristolochiaceae. Udomaćena je širom Europe, od Finske i sjevera Rusije do južne Francuske, Italije, Makedonije. Listovi su bubrežasti, sjajno tamno zeleni, široki do 10 cm. Cvate od svibnja do kolovoza, cvjetovi su sitni, purpurne boje. Kod nas raste po šumama, na vapnenastom tlu. Nekada je korišten kao ljekovita biljka.

## Podvrsta
- Asarum europaeum subsp. italicum Kukkonen & Uotila

## Sinonimi
- Asarum europaeum var. andreanszkyi Pénzes
- Asarum europaeum f. patens Domin
- Asarum europaeum f. pseudocapsicum' Pawł.
- Asarum europaeum var. romanicum Kukkonen & Uotila
- Asarum lucidum Salisb.
- Asarum officinale Moench
- Asarum renifolium Stokes
- Asarum reniforme Gilib.
- Asarum rotundifolium St.-Lag.